# Ragusano

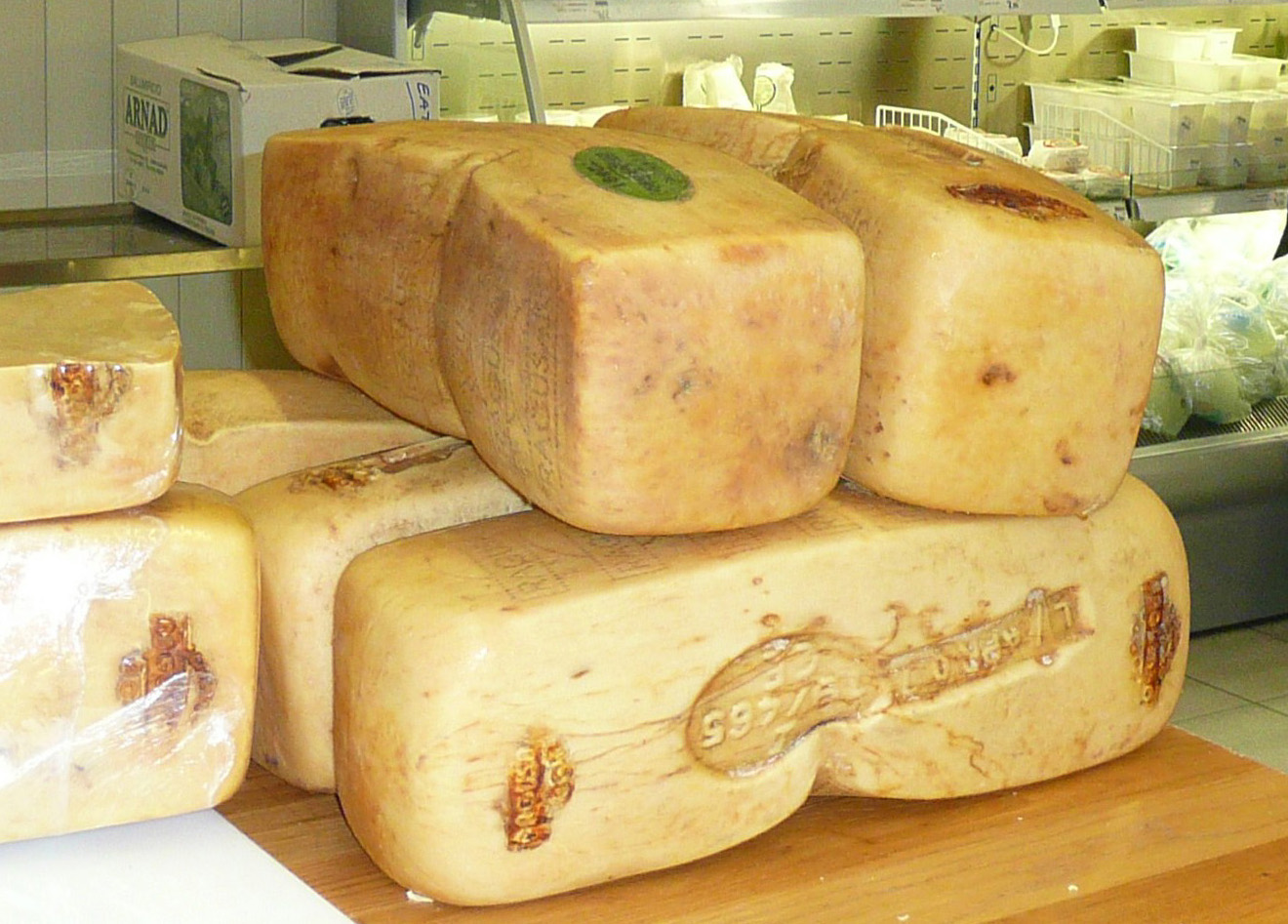
Ragusano

Ragusano (historisch Caciocavallo Ragusano) ist ein italienischer Rohmilchkäse mit geschützter Ursprungsbezeichnung. Er wird nach dem Filata-Verfahren hergestellt.
Der Raguso kommt in Quaderform in Handel. Die Quader haben ein Gewicht von ca. 10–16 kg. Die Rinde ist dünn und hat, wenn der Käse jung ist, eine goldene Farbe. Mit dem Alter verfärbt sie sich braun. Als junger Käse ist er weich und schmeckt süß und mild, ab einem Alter von sechs Monaten wird er hart und der Geschmack wird kräftiger und würziger.
Der Ragusano ist ein Produkt der sizilianischen Küche. Herstellungsgebiete sind das Freie Gemeindekonsortium Ragusa und die Gemeinden Noto, Palazzolo Acreide und Rosolini im Freien Gemeindekonsortium Syrakus. Der Käse wird aus Kuhmilch hergestellt und mit Lamm- oder Ziegenlab fermentiert. Der dabei entstehende Käsebruch wird mit heißem Wasser weiterverarbeitet. Nachdem der Käse einen Tag im heißen Wasser gelagert hat, wird er in Käseformen gepresst.